# Alimata Koné
Alimata Koné (* 22. Januar 1965) ist eine ehemalige ivorische Leichtathletin, die sich auf den Sprint spezialisiert hat. 1988 gewann sie bei den Afrikameisterschaften in Annaba zwei Medaillen in den Staffelbewerben und 1996 gewann sie bei den Afrikameisterschaften in Yaoundé die Bronzemedaille über 400 Meter. Zudem gewann sie bei den Afrikaspielen 1991 zwei Medaillen.

## Sportliche Laufbahn
Erste internationale Erfahrungen sammelte Alimata Koné vermutlich im Jahr 1988, als sie bei den Afrikameisterschaften in Annaba mit der ivorischen 4-mal-100-Meter-Staffel in 45,59 s gemeinsam mit Louise Koré, Marie Womplou und Patricia Foufoué Ziga die Silbermedaille hinter dem ghanaischen Team und sicherte sich auch mit der 4-mal-400-Meter-Staffel in 3:38,30 min gemeinsam mit Marie Womplou, Louise Koré und Célestine N’Drin die Silbermedaille hinter dem ugandischen Team. Im Jahr darauf gewann sie bei den Spielen der Frankophonie in Casablanca mit der 4-mal-400-Meter-Staffel in 3:37,58 min die Bronzemedaille hinter den Teams aus Frankreich und Kanada. 1991 gewann sie bei den Afrikaspielen in Kairo mit der 4-mal-100-Meter-Staffel in 45,86 s gemeinsam mit Louise Ayétotché, Olga Mutanda und Marie Womplou die Silbermedaille hinter dem nigerianischen Team und sicherte sich mit der 4-mal-400-Meter-Staffel in 3:44,06 min in derselben Besetzung die Bronzemedaille hinter Nigeria und Kenia. Im Jahr darauf nahm sie an den Olympischen Sommerspielen in Barcelona mit 53,80 s im Viertelfinale über 400 Meter aus und wurde mit der 4-mal-100-Meter-Staffel in der ersten Runde disqualifiziert. 1994 gewann sie bei den Spielen der Frankophonie in Paris in 53,32 s die Silbermedaille im 400-Meter-Lauf hinter der Französin Évelyne Élien und gewann mit der 4-mal-400-Meter-Staffel in 3:41,48 min die Silbermedaille hinter dem kanadischen Team. 1996 gewann sie dann bei den Afrikameisterschaften in Yaoundé in 54,31 s die Bronzemedaille hinter der Nigerianerin Saidat Onanuga und Grace Birungi aus Uganda. Daraufhin trat sie nicht mehr international in Erscheinung.
In den 1991 und 1992 wurde Koné ivorische Meisterin im 400-Meter-Lauf sowie 1993 über 100 und 200 Meter.